# Peridrome
Peridrome es un género de lepidópteros de la familia Erebidae. Originario de Bangladés (Sylhet), Camboya, la India (Islas Andamán, Assam y Meghalaya), Indonesia (Java, Sumatra, Sumbawa, Sulawesi, Borneo), Laos, Malasia (Pinang), Birmania, las Filipinas (Luzón, Palawan, Mindanao y Mindoro), Tailandia y Vietnam.
La envergadura es de 67 mm para los machos y 71 mm para las hembras.
Las larvas se han registrado alimentándose en especies de Apocynaceae.

## Especies
- Peridrome orbicularis Walker, 1854
- Peridrome subfascia Walker, 1854

## Sinonimia
- Hypsa orbicularis Walker, 1854; List Spec. Lepid. Insects Colln Br. Mus. 2: 445, TL: [Bangladesh], Silhet
- Aganopis subquadrata Herrich-Schäffer, [1856]; Samml. aussereurop. Schmett. (I) 1: 12, 1 (23-25): pl. 88, f. 501-502, TL: [Bangladesh], Silhet
- Eriocrypta longipennis Herrich-Schäffer, [1856]; Samml. aussereurop. Schmett. (I) 1: 12